# Арсенід алюмінію
Арсенід алюмінію (AlAs) — непрямозонний напівпровідник. 
Арсенід алюмінію має майже однаковий період кристалічної ґратки з арсенідом галію, але має більшу ширину забороненої зони. Завдяки збігу періодів ґратки арсенід галію, арсенід алюмінію та їхні сплави добре утворюють гетеропереходи й гетероструктури, а тому широко використовується в напівпровідниковій електроніці.